# 恵庭インターチェンジ

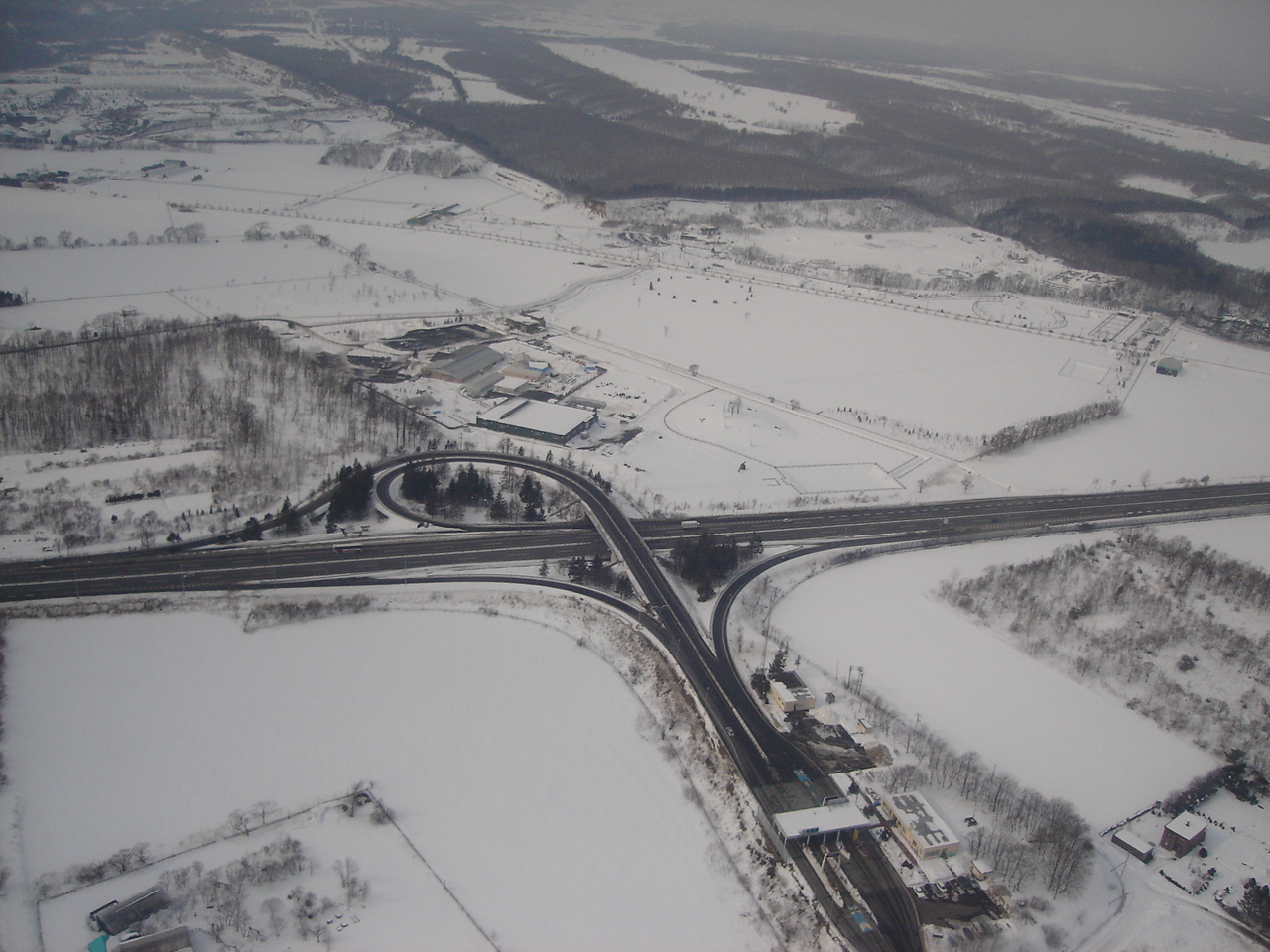
上空から見た恵庭IC（2007年2月）

恵庭インターチェンジ（えにわインターチェンジ）は、北海道恵庭市牧場にある道央自動車道のインターチェンジである。「恵庭」バス停が設置されている。

## 歴史
- 1971年（昭和46年）12月4日：道央自動車道で最初の供用開始区間として、北広島IC - 千歳IC間開通に伴い、供用開始。
- 2009年（平成21年）6月29日：北海道初のスマートIC、輪厚SICが開通[1]。
- 2018年（平成30年）12月 : IC番号を「4」から「26」に変更[注 1]。

## 周辺
- えこりん村
- 北海道中央バス・えにわコミュニティバス「川沿大通」バス停
- 随縁カントリークラブ
- 恵庭カントリー倶楽部
- 陸上自衛隊
  - 北海道大演習場
  - 北恵庭駐屯地
  - 南恵庭駐屯地

## 接続する道路
- 直接接続
  - 北海道道117号恵庭岳公園線

- 間接接続
  - 北海道道46号江別恵庭線
  - 国道36号
    - 恵庭バイパス

## 料金所
- ブース数：5

### 入口
- ブース数：2
  - ETC専用：1
  - 一般：1

### 出口
- ブース数：3
  - ETC専用：1
  - 一般：2

## 恵庭バスストップ

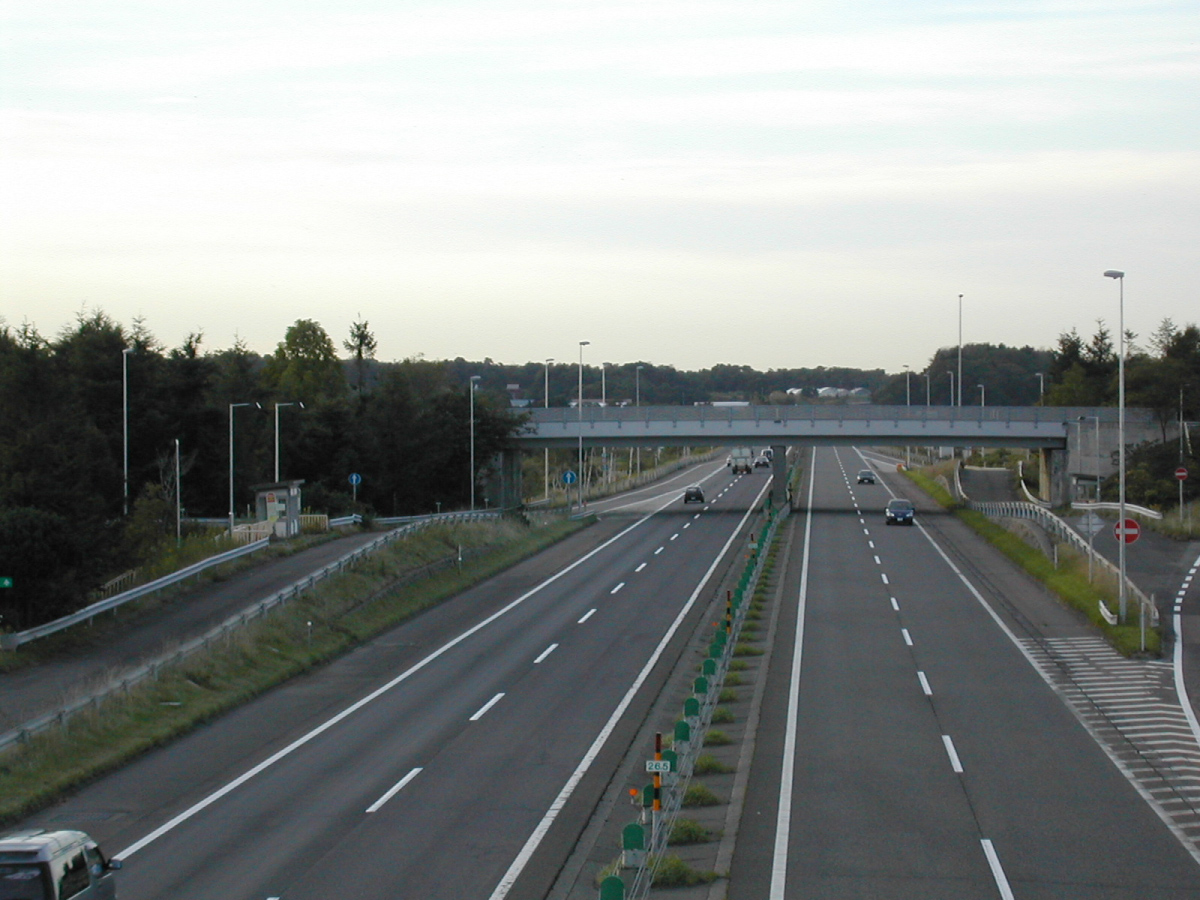
道道117号から見た「恵庭」バス停。本線の横にある各1車線の通路をバスが通る。

恵庭インターチェンジに併設されたバス停留所。上下線とも、インターチェンジのオンランプ・オフランプをつなぐ形でバス専用の通路が設けられておりそこに停留所が設置されている。
2023年（令和5年）10月1日現在。恵庭から乗車する際は、全路線両方向とも予約が必要。
通行止め等で一般道へ迂回する場合は「恵庭市役所通」停留所に代替停車する。

### 上り線（千歳・苫小牧方面）
北海道中央バス
- 新千歳空港連絡バス 新千歳空港方面（北都交通と相互乗り入れ）
  - 路線詳細は千歳線 (北海道中央バス)または事業者記事を参照。
- 高速とまこまい号 苫小牧市方面
- 高速むろらん号 室蘭市方面
  - 以上の路線詳細は北海道中央バス札幌北営業所を参照。

道南バス
- 高速ハスカップ号 苫小牧市方面
- 高速おんせん号 登別温泉方面
- 高速白鳥号・高速蘭東ライナー号 室蘭市方面
- 高速ペガサス号 浦河町方面
  - 路線詳細は事業者記事を参照。

### 下り線（札幌方面）
- 上り線に停車する各路線 札幌市方面（北海道中央バスの苫小牧・室蘭発のみ乗車可能、その他は降車専用）

## 隣
E5 道央自動車道
(24)千歳IC - (25)千歳恵庭JCT - (26)恵庭IC - (27)輪厚PA/SIC - (28)北広島IC